# Алан Макдональд
Алан Макдональд (англ. Alan McDonald, нар. 12 жовтня 1963, Белфаст — пом. 23 червня 2012, Лісберн) — північноірландський футболіст, центральний захисник. По завершенні ігрової кар'єри — футбольний тренер.
Як гравець насамперед відомий виступами за клуб «Квінс Парк Рейнджерс», а також національну збірну Північної Ірландії.

## Клубна кар'єра
У дорослому футболі дебютував 1982 року виступами за команду клубу «Чарльтон Атлетик», в якій провів один сезон, взявши участь лише у 9 матчах чемпіонату.
Своєю грою за цю команду привернув увагу представників тренерського штабу клубу «Квінс Парк Рейнджерс», до складу якого приєднався 1983 року. Відіграв за лондонську команду наступні чотирнадцять сезонів своєї ігрової кар'єри. Більшість часу, проведеного у складі «Квінс Парк Рейнджерс», був основним гравцем команди.
Завершив професійну ігрову кар'єру у нижчоліговому клубі «Свіндон Таун», за команду якого виступав протягом 1997—1998 років.

## Виступи за збірну
У 1985 році дебютував в офіційних матчах у складі національної збірної Північної Ірландії. Протягом кар'єри у національній команді, яка тривала 12 років, провів у формі головної команди країни 52 матчі, забивши 3 голи.

## Кар'єра тренера
Розпочав тренерську кар'єру, повернувшись до футболу після невеликої перерви, 2007 року, очоливши тренерський штаб клубу «Гленторан». Досвід тренерської роботи обмежився цим клубом, з яким спеціаліст пропрацював до 2010.
Помер 23 червня 2012 року на 49-му році життя у місті Лісберн.

## Титули і досягнення
Тренер
- Чемпіон Північної Ірландії (1):

Гленторан: 2008-09